# K League 1
K League Classic je nejvyšší jihokorejská ligová fotbalová soutěž, kterou pořádá jihokorejská fotbalová asociace. V nynější podobě byla vytvořena v roce 1983, kdy ji tvořilo 5 týmů. Účastní se jí 12 klubů. Obvykle začíná v březnu či dubnu a končí v listopadu. První tři kluby následující rok postupují do Ligy mistrů AFC. Kluby jsou často vlastněny čeboly, po kterých se i jmenují. Druhá nejvyšší jihokorejská ligová soutěž se nazývá K League Challenge.

## Vítězové K League 1 (Division 1)
| Sezóna | Vítěz                   |                         |
| ------ | ----------------------- | ----------------------- |
| 1983   | Hallelujah FC           | Daewoo Royals           |
| 1984   | Daewoo Royals           | Yukong Elephants        |
| 1985   | Lucky-Goldstar Hwangso  | POSCO Atoms             |
| 1986   | POSCO Atoms             | Lucky-Goldstar Hwangso  |
| 1987   | Daewoo Royals           | POSCO Atoms             |
| 1988   | POSCO Atoms             | Hyundai Horang-i        |
| 1989   | Yukong Elephants        | Lucky-Goldstar Hwangso  |
| 1990   | Lucky-Goldstar Hwangso  | Daewoo Royals           |
| 1991   | Daewoo Royals           | Hyundai Horang-i        |
| 1992   | POSCO Atoms             | Ilhwa Chunma            |
| 1993   | Ilhwa Chunma            | LG Cheetahs             |
| 1994   | Ilhwa Chunma            | Yukong Elephants        |
| 1995   | Ilhwa Chunma            | Pohang Atoms            |
| 1996   | Ulsan Hyundai           | Suwon Samsung Bluewings |
| 1997   | Pusan Daewoo Royals     | Chunnam Dragons         |
| 1998   | Suwon Samsung Bluewings | Ulsan Hyundai Horang-i  |
| 1999   | Suwon Samsung Bluewings | Pusan Daewoo Royals     |
| 2000   | Anyang LG Cheetahs      | Bucheon SK              |
| 2001   | Seongnam Ilhwa Chunma   | Anyang LG Cheetahs      |
| 2002   | Seongnam Ilhwa Chunma   | Ulsan Hyundai Horang-i  |
| 2003   | Seongnam Ilhwa Chunma   | Ulsan Hyundai Horang-i  |
| 2004   | Suwon Samsung Bluewings | Pohang Steelers         |
| 2005   | Ulsan Hyundai Horang-i  | Incheon United          |
| 2006   | Seongnam Ilhwa Chunma   | Suwon Samsung Bluewings |
| 2007   | Pohang Steelers         | Seongnam Ilhwa Chunma   |
| 2008   | Suwon Samsung Bluewings | FC Seoul                |
| 2009   | Jeonbuk Hyundai Motors  | Seongnam Ilhwa Chunma   |
| 2010   | FC Seoul                | Jeju United             |
| 2011   | Jeonbuk Hyundai Motors  | Ulsan Hyundai           |
| 2012   | FC Seoul                | Jeonbuk Hyundai Motors  |
| 2013   | Pohang Steelers         | Ulsan Hyundai           |
| 2014   | Jeonbuk Hyundai Motors  | Suwon Samsung Bluewings |
| 2015   | Jeonbuk Hyundai Motors  | Suwon Samsung Bluewings |
| 2016   | FC Seoul                | Jeonbuk Hyundai Motors  |
| 2017   | Jeonbuk Hyundai Motors  | Jeju United             |
| 2018   | Jeonbuk Hyundai Motors  | Gyeongnam FC            |
| 2019   | Jeonbuk Hyundai Motors  | Ulsan Hyundai FC        |
| 2020   | Jeonbuk Hyundai Motors  | Ulsan Hyundai FC        |
| 2021   | Jeonbuk Hyundai Motors  | Ulsan Hyundai FC        |
| 2022   | Ulsan Hyundai           | Čonbuk Hyundai Motors   |
| 2023   | Ulsan Hyundai           |                         |